# Team Flexpoint
El Team Flexpoint (codi UCI: FLX) va ser un equip ciclista femení neerlandès. Creat al 2005, tenia categoria UCI Women's Team. Va desaparèixer després de la temporada de 2009.

## Principals resultats
- A les proves de la Copa del món:
  - Tour de Flandes femení: Mirjam Melchers (2005), Susanne Ljungskog (2006)
  - Gran Premi Castella i Lleó: Susanne Ljungskog (2005)
  - Open de Suède Vårgårda: c (2006)

- Altres:
  - Giro de Toscana-Memorial Michela Fanini: Susanne Ljungskog (2005)
  - Tour de l'Aude femení: Amber Neben (2005, 2006), Susanne Ljungskog (2007)
  - Emakumeen Bira: Susanne Ljungskog (2007)

## Classificacions UCI

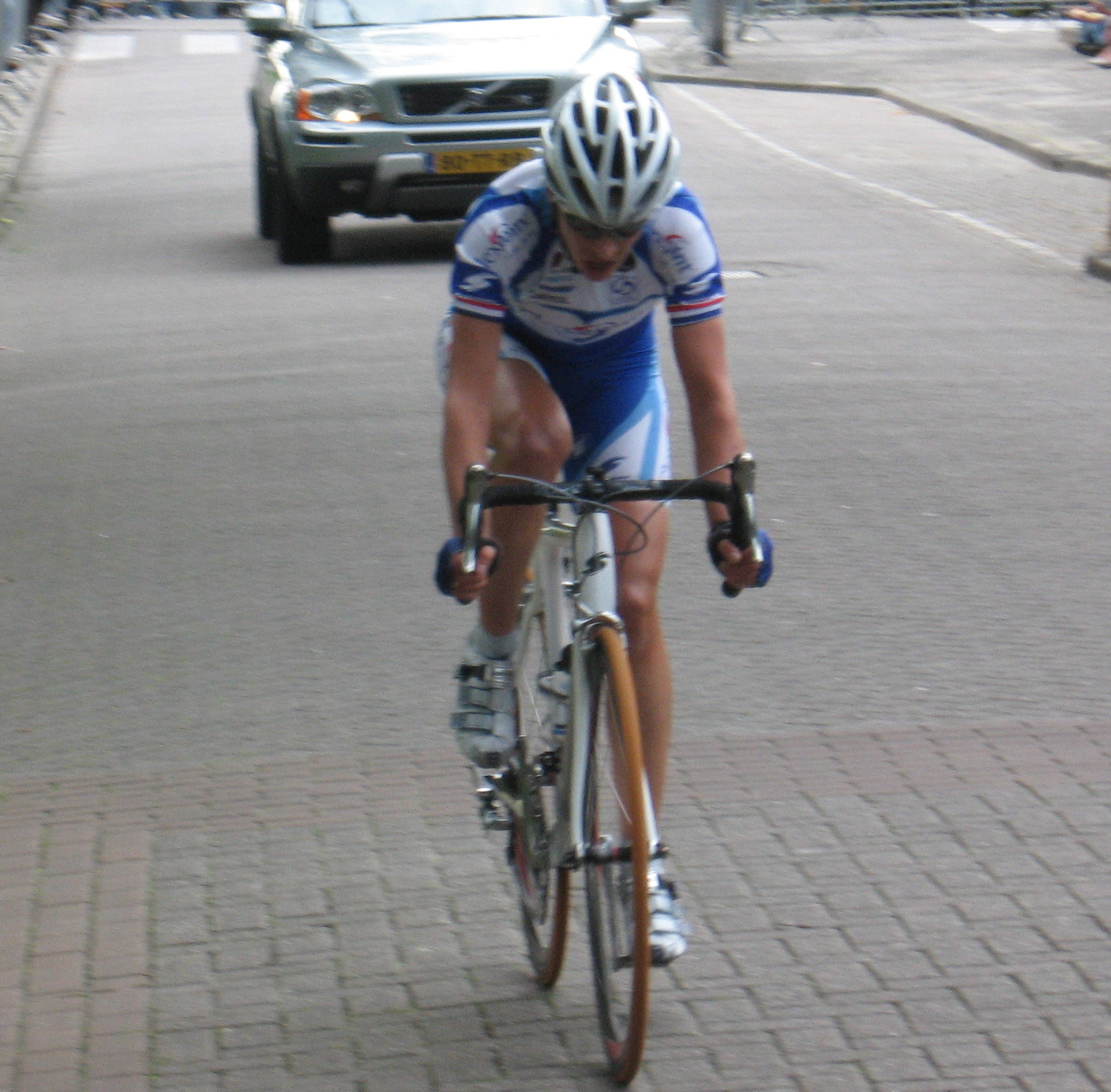
Mirjam Melchers al 2007

Aquesta taula mostra la plaça de l'equip a la classificació de la Unió Ciclista Internacional a final de temporada i també la millor ciclista en la classificació individual de cada temporada.
| Temporada | Classificació per equips | Millor ciclista en la classificació individual |
| --------- | ------------------------ | ---------------------------------------------- |
| 2005      | 2n                       | Susanne Ljungskog (2a)                         |
| 2006      | 2n                       | Susanne Ljungskog (3a)                         |
| 2007      | 5è                       | Susanne Ljungskog (7a)                         |
| 2008      | 6è                       | Susanne Ljungskog (12a)                        |
| 2009      | 9è                       | Loes Gunnewijk (22a)                           |

Del 2005 al 2009 l'equip va participar en la Copa del món. Abans de la temporada 2006 no hi havia classificació per equips, i es mostra la millor ciclista en la classificació individual.
| Temporada | Classificació per equips | Millor ciclista en la classificació individual |
| --------- | ------------------------ | ---------------------------------------------- |
| 2005      | -                        | Susanne Ljungskog (2a)                         |
| 2006      | 3r                       | Annette Beutler (3a)                           |
| 2007      | 8è                       | Amber Neben (29a)                              |
| 2008      | 8è                       | Mirjam Melchers (32a)                          |
| 2009      | 6è                       | Loes Gunnewijk (7a)                            |

## Composició de l'equip
| \| Llista de l'equip 2005 \| Llista de l'equip 2005 \| Llista de l'equip 2005 \| Llista de l'equip 2005 \| \| Ciclista \| Data de naixement \| Equip previ \| \| \| ---------------------- \| ---------------------- \| --------------------------------------------------------- \| ---------------------- \| \| Tanja Hennes \| 30 de juny de 1971 \| Next 125 (2004) \| \| \| Luise Keller \| 8 de març de 1984 \| \| \| \| Vera Koedooder \| 31 de octubre de 1983 \| Ondernemers van Nature-Vrienden van het Platteland (2004) \| \| \| Lada Kozlíková \| 8 de octubre de 1979 \| Aliverti-Bianchi-Kookai (2004) \| \| \| Camilla Larsson \| 31 de gener de 1975 \| \| \| \| Susanne Ljungskog \| 16 de març de 1976 \| S.A.T.S (2004) \| \| \| Mirjam Melchers \| 26 de setembre de 1975 \| Farm Frites-Hartol (2004) \| \| \| Amber Neben \| 18 de febrer de 1975 \| T-Mobile (2004) \| \| \| Sandra Rombouts \| 29 de setembre de 1976 \| Farm Frites-Hartol (2004) \| \| \| Elsbeth van Rooy-Vink \| 25 de gener de 1973 \| Farm Frites-Hartol (2004) \| \| \| Linda Serup \| 9 de abril de 1985 \| \| \| \| \| \| \| \| \| Font: UCI \| \| \| \| |                        |                                                           |  |
| Llista de l'equip 2005 |                        |                                                           |  |
| Ciclista | Data de naixement      | Equip previ                                               |  |
| Tanja Hennes | 30 de juny de 1971     | Next 125 (2004)                                           |  |
| Luise Keller | 8 de març de 1984      |                                                           |  |
| Vera Koedooder | 31 de octubre de 1983  | Ondernemers van Nature-Vrienden van het Platteland (2004) |  |
| Lada Kozlíková | 8 de octubre de 1979   | Aliverti-Bianchi-Kookai (2004)                            |  |
| Camilla Larsson | 31 de gener de 1975    |                                                           |  |
| Susanne Ljungskog | 16 de març de 1976     | S.A.T.S (2004)                                            |  |
| Mirjam Melchers | 26 de setembre de 1975 | Farm Frites-Hartol (2004)                                 |  |
| Amber Neben | 18 de febrer de 1975   | T-Mobile (2004)                                           |  |
| Sandra Rombouts | 29 de setembre de 1976 | Farm Frites-Hartol (2004)                                 |  |
| Elsbeth van Rooy-Vink | 25 de gener de 1973    | Farm Frites-Hartol (2004)                                 |  |
| Linda Serup | 9 de abril de 1985     |                                                           |  |
| |                        |                                                           |  |
| Font: UCI |                        |                                                           |  |

| \| Llista de l'equip 2006 \| Llista de l'equip 2006 \| Llista de l'equip 2006 \| Llista de l'equip 2006 \| \| Ciclista \| Data de naixement \| Equip previ \| \| \| -------------------------------------- \| ---------------------- \| --------------------------------------------------------- \| ---------------------- \| \| Annette Beutler (15 de juny–6 de maig) \| 29 de juny de 1976 \| SC Michela Fanini Record Rox (2005) \| \| \| Loes Gunnewijk \| 27 de novembre de 1980 \| Vrienden van het Platteland (2005) \| \| \| Tanja Hennes \| 30 de juny de 1971 \| Next 125 (2004) \| \| \| Luise Keller \| 8 de març de 1984 \| \| \| \| Vera Koedooder \| 31 de octubre de 1983 \| Ondernemers van Nature-Vrienden van het Platteland (2004) \| \| \| Susanne Ljungskog \| 16 de març de 1976 \| S.A.T.S (2004) \| \| \| Mirjam Melchers \| 26 de setembre de 1975 \| Farm Frites-Hartol (2004) \| \| \| Amber Neben \| 18 de febrer de 1975 \| T-Mobile (2004) \| \| \| Sandra Rombouts \| 29 de setembre de 1976 \| Farm Frites-Hartol (2004) \| \| \| Madeleine Sandig \| 12 de agost de 1983 \| Euregio Egrensis (2003) \| \| \| Elsbeth van Rooy-Vink \| 25 de gener de 1973 \| Farm Frites-Hartol (2004) \| \| \| Suzanne van Veen \| 3 de octubre de 1987 \| \| \| \| Linda Villumsen \| 9 de abril de 1985 \| \| \| \| \| \| \| \| \| Font: UCI \| \| \| \| |                        |                                                           |  |
| Llista de l'equip 2006 |                        |                                                           |  |
| Ciclista | Data de naixement      | Equip previ                                               |  |
| Annette Beutler (15 de juny–6 de maig) | 29 de juny de 1976     | SC Michela Fanini Record Rox (2005)                       |  |
| Loes Gunnewijk | 27 de novembre de 1980 | Vrienden van het Platteland (2005)                        |  |
| Tanja Hennes | 30 de juny de 1971     | Next 125 (2004)                                           |  |
| Luise Keller | 8 de març de 1984      |                                                           |  |
| Vera Koedooder | 31 de octubre de 1983  | Ondernemers van Nature-Vrienden van het Platteland (2004) |  |
| Susanne Ljungskog | 16 de març de 1976     | S.A.T.S (2004)                                            |  |
| Mirjam Melchers | 26 de setembre de 1975 | Farm Frites-Hartol (2004)                                 |  |
| Amber Neben | 18 de febrer de 1975   | T-Mobile (2004)                                           |  |
| Sandra Rombouts | 29 de setembre de 1976 | Farm Frites-Hartol (2004)                                 |  |
| Madeleine Sandig | 12 de agost de 1983    | Euregio Egrensis (2003)                                   |  |
| Elsbeth van Rooy-Vink | 25 de gener de 1973    | Farm Frites-Hartol (2004)                                 |  |
| Suzanne van Veen | 3 de octubre de 1987   |                                                           |  |
| Linda Villumsen | 9 de abril de 1985     |                                                           |  |
| |                        |                                                           |  |
| Font: UCI |                        |                                                           |  |

| \| Llista de l'equip 2007 \| Llista de l'equip 2007 \| Llista de l'equip 2007 \| Llista de l'equip 2007 \| \| Ciclista \| Data de naixement \| Equip previ \| \| \| -------------------------------------- \| ---------------------- \| ---------------------------------- \| ---------------------- \| \| Annette Beutler (15 de juny–6 de maig) \| 29 de juny de 1976 \| ELK Haus Nö (2006) \| \| \| Loes Gunnewijk \| 27 de novembre de 1980 \| Vrienden van het Platteland (2005) \| \| \| Luise Keller \| 8 de març de 1984 \| \| \| \| Moniek Kleinsman (1 de maig–31 de des) \| 3 de novembre de 1982 \| \| \| \| Mie Bekker Lacota \| 10 de novembre de 1988 \| \| \| \| Susanne Ljungskog \| 16 de març de 1976 \| S.A.T.S (2004) \| \| \| Loes Markerink \| 14 de desembre de 1985 \| @Work Cycling Team (2006) \| \| \| Mirjam Melchers \| 26 de setembre de 1975 \| Farm Frites-Hartol (2004) \| \| \| Amber Neben \| 18 de febrer de 1975 \| T-Mobile (2004) \| \| \| Madeleine Sandig \| 12 de agost de 1983 \| Euregio Egrensis (2003) \| \| \| Trine Schmidt \| 3 de juny de 1988 \| \| \| \| Iris Slappendel \| 18 de febrer de 1985 \| Vrienden van het Platteland (2006) \| \| \| Suzanne van Veen \| 3 de octubre de 1987 \| \| \| \| \| \| \| \| \| Font: UCI \| \| \| \| |                        |                                    |  |
| Llista de l'equip 2007 |                        |                                    |  |
| Ciclista | Data de naixement      | Equip previ                        |  |
| Annette Beutler (15 de juny–6 de maig) | 29 de juny de 1976     | ELK Haus Nö (2006)                 |  |
| Loes Gunnewijk | 27 de novembre de 1980 | Vrienden van het Platteland (2005) |  |
| Luise Keller | 8 de març de 1984      |                                    |  |
| Moniek Kleinsman (1 de maig–31 de des) | 3 de novembre de 1982  |                                    |  |
| Mie Bekker Lacota | 10 de novembre de 1988 |                                    |  |
| Susanne Ljungskog | 16 de març de 1976     | S.A.T.S (2004)                     |  |
| Loes Markerink | 14 de desembre de 1985 | @Work Cycling Team (2006)          |  |
| Mirjam Melchers | 26 de setembre de 1975 | Farm Frites-Hartol (2004)          |  |
| Amber Neben | 18 de febrer de 1975   | T-Mobile (2004)                    |  |
| Madeleine Sandig | 12 de agost de 1983    | Euregio Egrensis (2003)            |  |
| Trine Schmidt | 3 de juny de 1988      |                                    |  |
| Iris Slappendel | 18 de febrer de 1985   | Vrienden van het Platteland (2006) |  |
| Suzanne van Veen | 3 de octubre de 1987   |                                    |  |
| |                        |                                    |  |
| Font: UCI |                        |                                    |  |

| \| Llista de l'equip 2008 \| Llista de l'equip 2008 \| Llista de l'equip 2008 \| Llista de l'equip 2008 \| \| Ciclista \| Data de naixement \| Equip previ \| \| \| ---------------------------------------- \| ---------------------- \| ---------------------------------- \| ---------------------- \| \| Elisabeth Braam \| 26 de setembre de 1984 \| Therme Skin Care (2007) \| \| \| Saskia Elemans \| 11 de març de 1977 \| @Work Cycling Team (2005) \| \| \| Loes Gunnewijk \| 27 de novembre de 1980 \| Vrienden van het Platteland (2005) \| \| \| Britt Jochems \| 23 de maig de 1989 \| \| \| \| Jacobien Kanis \| 23 de abril de 1989 \| \| \| \| Susanne Ljungskog (25 de juny–31 de des) \| 16 de març de 1976 \| S.A.T.S (2004) \| \| \| Loes Markerink \| 14 de desembre de 1985 \| @Work Cycling Team (2006) \| \| \| Mirjam Melchers \| 26 de setembre de 1975 \| Farm Frites-Hartol (2004) \| \| \| Amber Neben \| 18 de febrer de 1975 \| T-Mobile (2004) \| \| \| Bianca Knöpfle \| 4 de gener de 1985 \| \| \| \| Trine Schmidt (25 de juny–31 de des) \| 3 de juny de 1988 \| \| \| \| Iris Slappendel \| 18 de febrer de 1985 \| Vrienden van het Platteland (2006) \| \| \| Adriene Snijder \| 9 de agost de 1989 \| \| \| \| Anita Valen \| 12 de desembre de 1968 \| Vrienden van het Platteland (2007) \| \| \| Elise van Hage \| 6 de abril de 1989 \| \| \| \| Suzanne van Veen \| 3 de octubre de 1987 \| \| \| \| \| \| \| \| \| Font: UCI \| \| \| \| |                        |                                    |  |
| Llista de l'equip 2008 |                        |                                    |  |
| Ciclista | Data de naixement      | Equip previ                        |  |
| Elisabeth Braam | 26 de setembre de 1984 | Therme Skin Care (2007)            |  |
| Saskia Elemans | 11 de març de 1977     | @Work Cycling Team (2005)          |  |
| Loes Gunnewijk | 27 de novembre de 1980 | Vrienden van het Platteland (2005) |  |
| Britt Jochems | 23 de maig de 1989     |                                    |  |
| Jacobien Kanis | 23 de abril de 1989    |                                    |  |
| Susanne Ljungskog (25 de juny–31 de des) | 16 de març de 1976     | S.A.T.S (2004)                     |  |
| Loes Markerink | 14 de desembre de 1985 | @Work Cycling Team (2006)          |  |
| Mirjam Melchers | 26 de setembre de 1975 | Farm Frites-Hartol (2004)          |  |
| Amber Neben | 18 de febrer de 1975   | T-Mobile (2004)                    |  |
| Bianca Knöpfle | 4 de gener de 1985     |                                    |  |
| Trine Schmidt (25 de juny–31 de des) | 3 de juny de 1988      |                                    |  |
| Iris Slappendel | 18 de febrer de 1985   | Vrienden van het Platteland (2006) |  |
| Adriene Snijder | 9 de agost de 1989     |                                    |  |
| Anita Valen | 12 de desembre de 1968 | Vrienden van het Platteland (2007) |  |
| Elise van Hage | 6 de abril de 1989     |                                    |  |
| Suzanne van Veen | 3 de octubre de 1987   |                                    |  |
| |                        |                                    |  |
| Font: UCI |                        |                                    |  |

| \| Llista de l'equip 2009 \| Llista de l'equip 2009 \| Llista de l'equip 2009 \| Llista de l'equip 2009 \| \| Ciclista \| Data de naixement \| Equip previ \| \| \| ------------------------------------- \| ---------------------- \| ------------------------------------------ \| ---------------------- \| \| Elisabeth Braam (1 de gen–31 de maig) \| 26 de setembre de 1984 \| Therme Skin Care (2007) \| \| \| Saskia Elemans \| 11 de març de 1977 \| @Work Cycling Team (2005) \| \| \| Loes Gunnewijk \| 27 de novembre de 1980 \| Vrienden van het Platteland (2005) \| \| \| Nikki Brammeier (7 de juny–31 de des) \| 30 de desembre de 1986 \| Wielerclub de sprinters Malderen (2008) \| \| \| Jacobien Kanis \| 23 de abril de 1989 \| \| \| \| Susanne Ljungskog \| 16 de març de 1976 \| Menikini-Selle Italia-Masters Color (2008) \| \| \| Loes Markerink \| 14 de desembre de 1985 \| @Work Cycling Team (2006) \| \| \| Mirjam Melchers \| 26 de setembre de 1975 \| Farm Frites-Hartol (2004) \| \| \| Trine Schmidt \| 3 de juny de 1988 \| Menikini-Selle Italia-Masters Color (2008) \| \| \| Iris Slappendel \| 18 de febrer de 1985 \| Vrienden van het Platteland (2006) \| \| \| Anna van der Breggen \| 18 de abril de 1990 \| \| \| \| \| \| \| \| \| Font: UCI \| \| \| \| |                        |                                            |  |
| Llista de l'equip 2009 |                        |                                            |  |
| Ciclista | Data de naixement      | Equip previ                                |  |
| Elisabeth Braam (1 de gen–31 de maig) | 26 de setembre de 1984 | Therme Skin Care (2007)                    |  |
| Saskia Elemans | 11 de març de 1977     | @Work Cycling Team (2005)                  |  |
| Loes Gunnewijk | 27 de novembre de 1980 | Vrienden van het Platteland (2005)         |  |
| Nikki Brammeier (7 de juny–31 de des) | 30 de desembre de 1986 | Wielerclub de sprinters Malderen (2008)    |  |
| Jacobien Kanis | 23 de abril de 1989    |                                            |  |
| Susanne Ljungskog | 16 de març de 1976     | Menikini-Selle Italia-Masters Color (2008) |  |
| Loes Markerink | 14 de desembre de 1985 | @Work Cycling Team (2006)                  |  |
| Mirjam Melchers | 26 de setembre de 1975 | Farm Frites-Hartol (2004)                  |  |
| Trine Schmidt | 3 de juny de 1988      | Menikini-Selle Italia-Masters Color (2008) |  |
| Iris Slappendel | 18 de febrer de 1985   | Vrienden van het Platteland (2006)         |  |
| Anna van der Breggen | 18 de abril de 1990    |                                            |  |
| |                        |                                            |  |
| Font: UCI |                        |                                            |  |